# Напред Италијо
Уколико сте мислили на партију која је обновљена 2013. погледајте Напред Италијо
Напред Италијо (итал. Forza Italia) је политички покрет основан 18. јануара 1994. године од стране италијанског бизнисмена и предузетника Силвиа Берлусконија. Одмах након оснивања, НИ добија охрабрујуће резултате на изборима 1994. године, поставши из ничега најјача партија у Италији.
Партија је ипак центрирана на Берлусконијевој личности, иако либералне и хришћанско-конзервативне оријентације.
Партија је распуштена 27. марта 2009. године да би се објединила са другим политичким покретима италијанске деснице (међу којима Финијева Национална алијанса) у новој политичкој партији званој Народ слободе (итал. Il Popolo della Libertà, PdL)
Партија под истим именом је обновљена 2013.

## Електорални резултати
|                       | Гласови                         | %          | Мандати |     |
| Избори 1994.          | Дом посланика                   | 8.136.135  | 21,0    | 113 |
| Сенат                 | унутар коалиције Пол слободе    | -          | 36      |     |
| Европски избори 1994. | 10.089.139                      | 30,6       | 27      |     |
| Избори 1996.          | Дом посланика                   | 7.712.149  | 20,6    | 123 |
| Сенат                 | унутар коалиције Пол за слободе | -          | 48      |     |
| Европски избори 1999. | 7.813.948                       | 25,2       | 22      |     |
| Избори 2001.          | Дом посланика                   | 10.923.431 | 29,4    | 193 |
| Сенат                 | унутар коалиције Кућа слобода   | -          | 81      |     |
| Европски избори 2004. | 6.806.245                       | 20,9       | 16      |     |
| Избори 2006.          | Дом посланика                   | 9.048.976  | 23,7    | 140 |
| Сенат                 | 8.202.890                       | 24,0       | 80      |     |

- Седиште партије у Риму.
- Белрускони на митингу 1995.